# 基恩斯堡 (伊利諾伊州)
基恩斯堡（英語：Keensburg）是位於美國伊利諾伊州沃巴什縣的一個村落。

## 地理
基恩斯堡的座標為38°21′03″N 87°52′03″W / 38.35083°N 87.86750°W，而該地最高點為海拔高度133米（即436英尺）。

## 人口
根據2010年美國人口普查的數據，基恩斯堡的面積為0.66平方千米，當中陸地面積為0.66平方千米，而水域面積為0.00平方千米。當地共有人口210人，而人口密度為每平方千米318人。